# Yuval Freilich
Yuval Shalom Freilich, né le 24 janvier 1995 en Israël, est un escrimeur israélien pratiquant l’épée.

## Biographie
Né de parents australiens, il vit une partie de son enfance en Australie, où il découvre l’escrime lors des Jeux olympiques de 2000. Il revient avec sa famille dans son pays natal en 2004.
Il se qualifie pour la finale des championnats d’Europe 2019, et devient le premier Israélien champion européen à l’épée.

## Palmarès
- Championnats d'Europe :
  -  Médaille d'or en individuel aux championnats d'Europe d'escrime 2019 à Düsseldorf
  -  Médaille d'argent par équipes aux championnats d'Europe d'escrime 2022 à Antalya